# Utricularia leptorhyncha
Utricularia leptorhyncha — вид рослин із родини пухирникових (Lentibulariaceae).

## Біоморфологічна характеристика
Наземна однорічна трава. Квітки фіолетові, з лютого по березень. Нижня губа віночка розділена на три окремі частки. Дві зовнішні частки простягаються назовні, утворюючи з середньою часткою форму «Т». Піднебіння має два невеликих хребта, які варіативно забарвлені від білого до оранжевого, і обрамлені темно-фіолетовими відмітками. Верхня віночкова губа невелика, іноді виїмчаста. Шпора тонка, і саме від цієї ознаки походить специфічна назва (leptos = тонкий, rhynchos = дзьоб). Нижня частина плодоніжки біля основи вкрита жорсткими волосками, як і приквітки.

## Середовище проживання
Цей вид неоднорідно поширений у північній частині Західної Австралії та Північній території.
Цей вид зустрічається на мілководних рівнинах і каналах в сезонно сухих мусонних лісах на півночі Австралії; на висотах від 0 до 300 метрів.